# Малия (птица)
Малия (лат. Malia grata) — вид птиц семейства сверчковых. Единственный представитель рода Malia. Выделяют три подвида. Птица среднего размера (длиной около 29 см), внешне похожая на тимелию. У неё оливково-зелёное оперение, желтоватая голова и грудь; надклювье черноватое, подклювье желтоватое. Молодые имеют более тусклую окраску, чем взрослые. 

## Ареал и экология

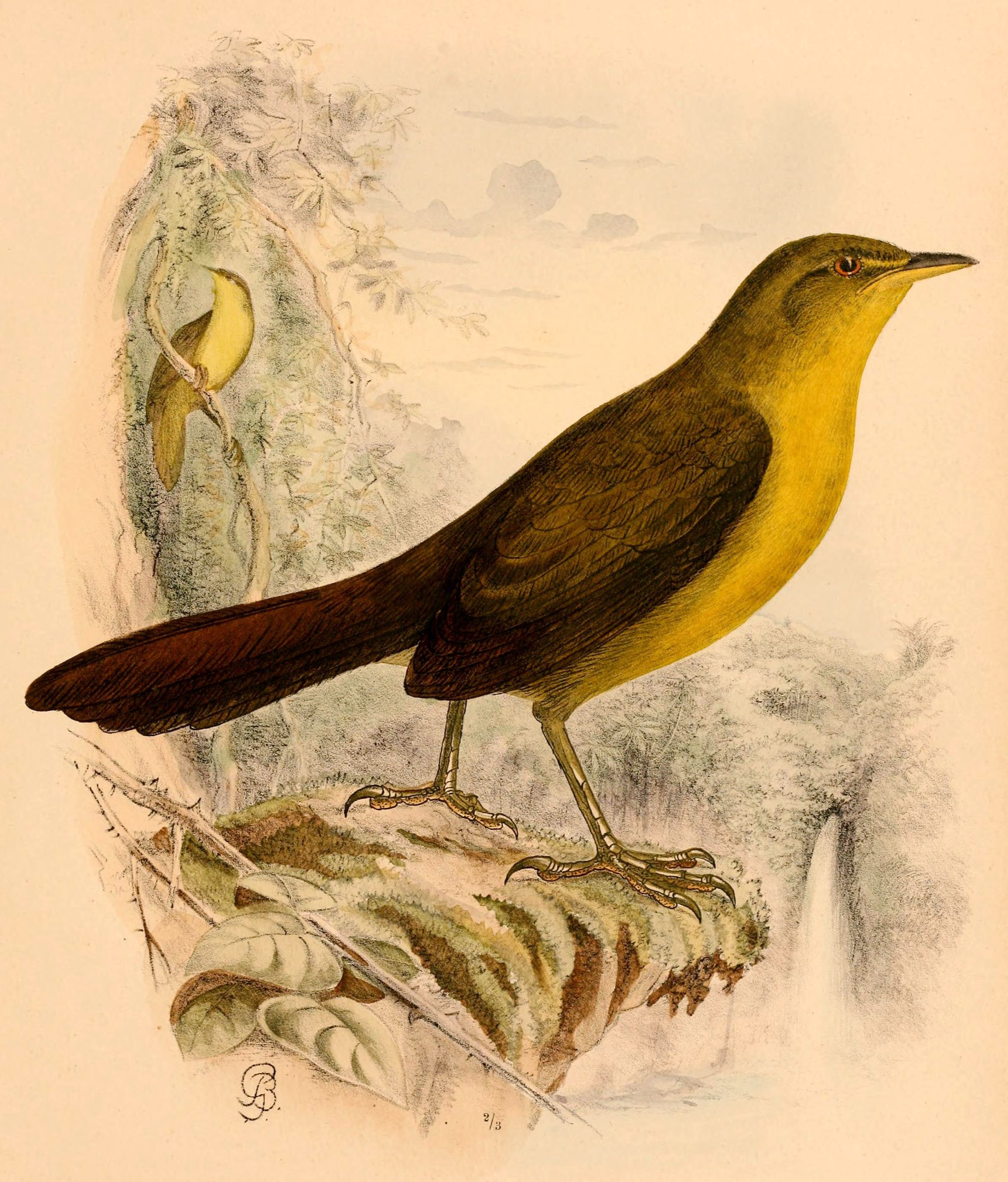
Из книги "Птицы Целебеса и прилежащих островов", 1898

Индонезийский эндемик, малия обитает только в горных лесах острова Сулавеси. Обычно она встречается парами или небольшими группами от трех до семи птиц. Рацион в основном состоит из насекомых, в том числе жуков, и других членистоногих.

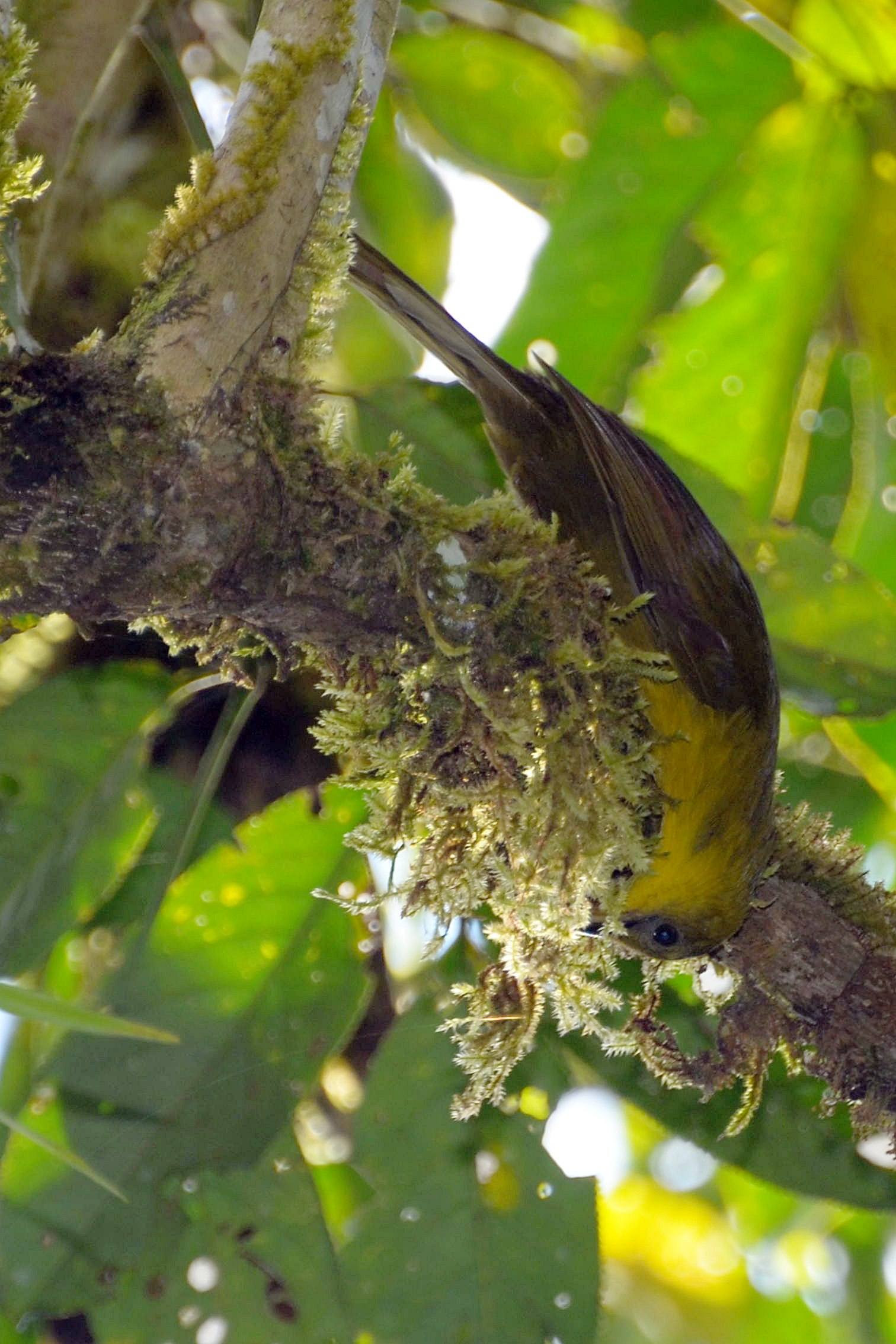
Малия обследует эпифитные мхи

## Таксономия
Были некоторые дебаты по поводу таксономических связей малии. Для неё характерны некоторые особенности оперения, напоминающие бюльбюлей (Pycnonotidae), и орнитологи прошлых лет помещали его между этим семейством и incertae sedis Timaliidae sensu lato. Исследование, опубликованное в начале 2012 года, показало, что малия не относится к  кустарницам; позже в том же году второе исследование показало, что на самом деле это необычный аберрантный представитель семейства сверчковые (Locustellidae).

### Подвиды
Выделяют три подвида: 
- M. g. recondita Meyer & Wiglesworth, 1894 — север Сулавеси;
- M. g. stresemanni Meise, 1931 — центр и юго-восток Сулавеси;
- M. g. grata Schlegel, 1880 — юго-запад Сулавеси.

## Вопросы охраны
Малия — широко распространенный вид, она обычна  в типичных для неё местах обитания. МСОП рассматривает ее как вид, вызывающий наименьшие опасения.

## Внешние ссылки
- BirdLife Species Factsheet